# Vasile Miriuță
Vasile Miriuță (Baia Mare, 19 ottobre 1968) è un allenatore di calcio ed ex calciatore rumeno naturalizzato ungherese, di ruolo centrocampista, tecnico del Sănătatea Cluj.

## Carriera

### Giocatore

#### Club
Miriuță ha debuttato come professionista al Baia Mare, poi è passato alla Dinamo Bucarest e al Gloria Bistrita.
Passa poi agli ungheresi del Győr, quindi nel 1993 passa ai francesi del Bourges. Dopo solo una stagione ritorna ai biancoverdi.
È stato poi trasferito alla squadra ex-finalista della Coppa UEFA, il Videoton. Ha giocato anche al Ferencvaros e all'Ujpest fino al 1998, quando è arrivato ai tedeschi dell'Energie Cottbus.
Nel 2000, quando giocava ancora all'Energie, ha debuttato alla Nazionale ungherese. Dopo 4 anni passati ai brandeburghesi, è stato preso dal Duisburg, e dopo neanche una stagione torna al Győr.
Finisce la sua carriera all'Honvéd.

#### Nazionale
Convocabile anche dalla Romania, ha optato per rappresentare l'Ungheria, con cui ha esordito il 15 novembre 2000 in un'amichevole pareggiata per 0-0 contro la Macedonia.
Dal 2000 al 2003 ha disputato 9 partite con la nazionale magiara, segnando un gol.

### Allenatore
Ha lavorato per tre anni all'Energie come tecnico, prima alla squadra Under-19, poi alla seconda.
Ritorna in Romania dopo 22 anni, al Ceahlaul Piatra Neamt, e dopo un anno scioglie il contratto per una delle più titolate squadre rumene di sempre, il CFR Cluj. Nel 2014 va al Győr, e dopo un anno allena l'ASA Târgu Mureș.Va in Germania con il Energie Cottbus  e dopo due anni prima alla squadra Under-19, poi alla seconda squadra nel 2015-2016 allena la prima squadra in 3.Liga di Germania . Nell'agosto 2016 viene ingaggiato dal CFR Cluj. Dopo l'esperienza a Cluj accetta la proposta del Concordia Chiajna che però lascia dopo 9 partite a seguito della proposta della Dinamo Bucarest della quale rimane allenatore fino al Febbraio successivo quando viene esonerato per far posto a Florin Bratu.
Dopo una breve pausa viene chiamato dall'Hermannstadt in Liga 1. La situazione dei sibieni è drammatica ma nonostante ciò il tecnico di Baia Mare riesce a compiere un autentico miracolo conducendo la formazione ad un'inasperata salvezza ai danni dell'U Cluj. Lo spareggio infatti vede la squadra condotta da Miriuta vincere la gara di andata per 0-2 per poi perdere il ritorno 0-1, risultato grazie al quale i biancorossi possono rimanere ancora una stagione nella massima serie nazionale.
Nonostante l'importante risultato ottenuto il tecnico non viene confermato così torna in Ungheria per allenare il Kisvarda. L'esperienza dura solamente 9 partite con una media punti pari ad 1,44 ed il quinto posto in classifica al momento dell'esonero.
Nel 2020 torna invece a casa come Direttore Tecnico del Minaur Baia Mare, club di terza serie. Anche qui, complice l'ottimo lavoro svolto, raggiunge la promozione in Liga 2 dopo aver vinto lo spareggio con il più quotato Corvinul Hunedoara. Nel 2023, con la squadra in grande difficoltà, tenta a 7 partite dalla fine di salvare la categoria non riuscendoci.
Ad Agosto 2023 viene chiamato sulla panchina del Chindia Târgoviște a seguito dell'esonero del tecnico Dragos Militaru. A completare lo staff dell'allenatore rumeno, il secondo Ioan Stelescu, il preparatore atletico Cristi Sandu e nella doppia funzione di scout e match analyst Federico Carboni

## Statistiche

### Cronologia presenze e reti in nazionale
| Cronologia completa delle presenze e delle reti in nazionale ― Ungheria | Cronologia completa delle presenze e delle reti in nazionale ― Ungheria | Cronologia completa delle presenze e delle reti in nazionale ― Ungheria | Cronologia completa delle presenze e delle reti in nazionale ― Ungheria | Cronologia completa delle presenze e delle reti in nazionale ― Ungheria | Cronologia completa delle presenze e delle reti in nazionale ― Ungheria | Cronologia completa delle presenze e delle reti in nazionale ― Ungheria | Cronologia completa delle presenze e delle reti in nazionale ― Ungheria |
| Data                                                                    | Città                                                                   | In casa                                                                 | Risultato                                                               | Ospiti                                                                  | Competizione                                                            | Reti                                                                    | Note                                                                    |
| ----------------------------------------------------------------------- | ----------------------------------------------------------------------- | ----------------------------------------------------------------------- | ----------------------------------------------------------------------- | ----------------------------------------------------------------------- | ----------------------------------------------------------------------- | ----------------------------------------------------------------------- | ----------------------------------------------------------------------- |
| 15-11-2000                                                              | Skopje                                                                  | Macedonia                                                               | 0 – 0                                                                   | Ungheria                                                                | Amichevole                                                              | -                                                                       | 23’                                                                     |
| 28-2-2001                                                               | Zenica                                                                  | Bosnia ed Erzegovina                                                    | 1 – 1                                                                   | Ungheria                                                                | Amichevole                                                              | -                                                                       |                                                                         |
| 24-3-2001                                                               | Budapest                                                                | Ungheria                                                                | 1 – 1                                                                   | Lituania                                                                | Qual. Mondiali 2002                                                     | -                                                                       |                                                                         |
| 6-10-2001                                                               | Parma                                                                   | Italia                                                                  | 1 – 0                                                                   | Ungheria                                                                | Qual. Mondiali 2002                                                     | -                                                                       | 55’                                                                     |
| 21-8-2002                                                               | Budapest                                                                | Ungheria                                                                | 1 – 1                                                                   | Spagna                                                                  | Amichevole                                                              | 1                                                                       |                                                                         |
| 7-9-2002                                                                | Reykjavík                                                               | Islanda                                                                 | 0 – 2                                                                   | Ungheria                                                                | Amichevole                                                              | -                                                                       | 46’                                                                     |
| 16-10-2002                                                              | Budapest                                                                | Ungheria                                                                | 3 – 0                                                                   | San Marino                                                              | Qual. Euro 2004                                                         | -                                                                       | 86’                                                                     |
| 30-4-2003                                                               | Budapest                                                                | Ungheria                                                                | 5 – 1                                                                   | Lussemburgo                                                             | Amichevole                                                              | -                                                                       | 46’                                                                     |
| 19-11-2003                                                              | Budapest                                                                | Ungheria                                                                | 0 – 1                                                                   | Estonia                                                                 | Amichevole                                                              | -                                                                       | 46’                                                                     |
| Totale                                                                  |                                                                         | Presenze                                                                | 9                                                                       |                                                                         | Reti                                                                    | 1                                                                       |                                                                         |

## Palmarès

### Giocatore

#### Competizioni nazionali
- Campionato ungherese: 1

Újpest: 1997-1998